# Lanterna (arquitetura)

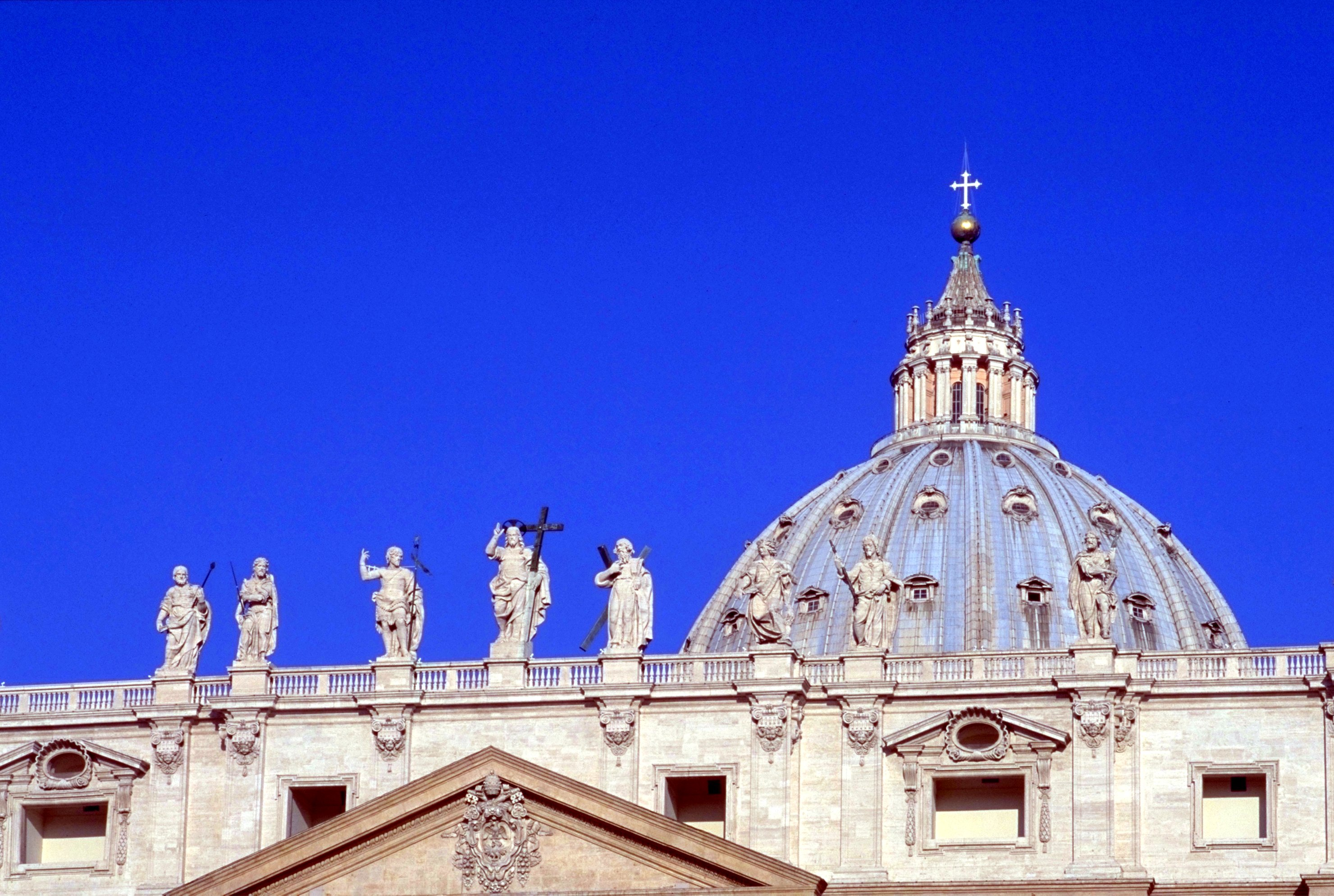
A Lanterna da Basílica de São Pedro. Vê-se que é a construção no ponto mais alto da cúpula.

Lanterna, é um elemento da arquitectura religiosa. Identifica-se como uma espécie de "casa" sobre o ponto mais alto de uma cúpula. Geralmente,nos templos católicos, é sobre ela que é fixada a cruz, que identificará a construção como uma construção católica.
É importante dizer, que a lanterna só será construída sobre uma cúpula qualquer.